# Crenicichla zebrina
 Crenicichla zebrina és una espècie de peix de la família dels cíclids i de l'ordre dels perciformes.

## Morfologia
Els mascles poden assolir els 26,4 cm de longitud total.

## Distribució geogràfica
Es troba a Sud-amèrica: Veneçuela.